# D6 (Ain)
De D6 is een departementale weg in het Franse departement Ain. De weg loopt van de brug over de Rhône in het westen via Saint-Bernard naar Trévoux. Na een onderbreking van de nummering in Trévoux loopt het traject verder naar Lapeyrouse. De lengte bedraagt 21 kilometer.